# 第1世代原子炉

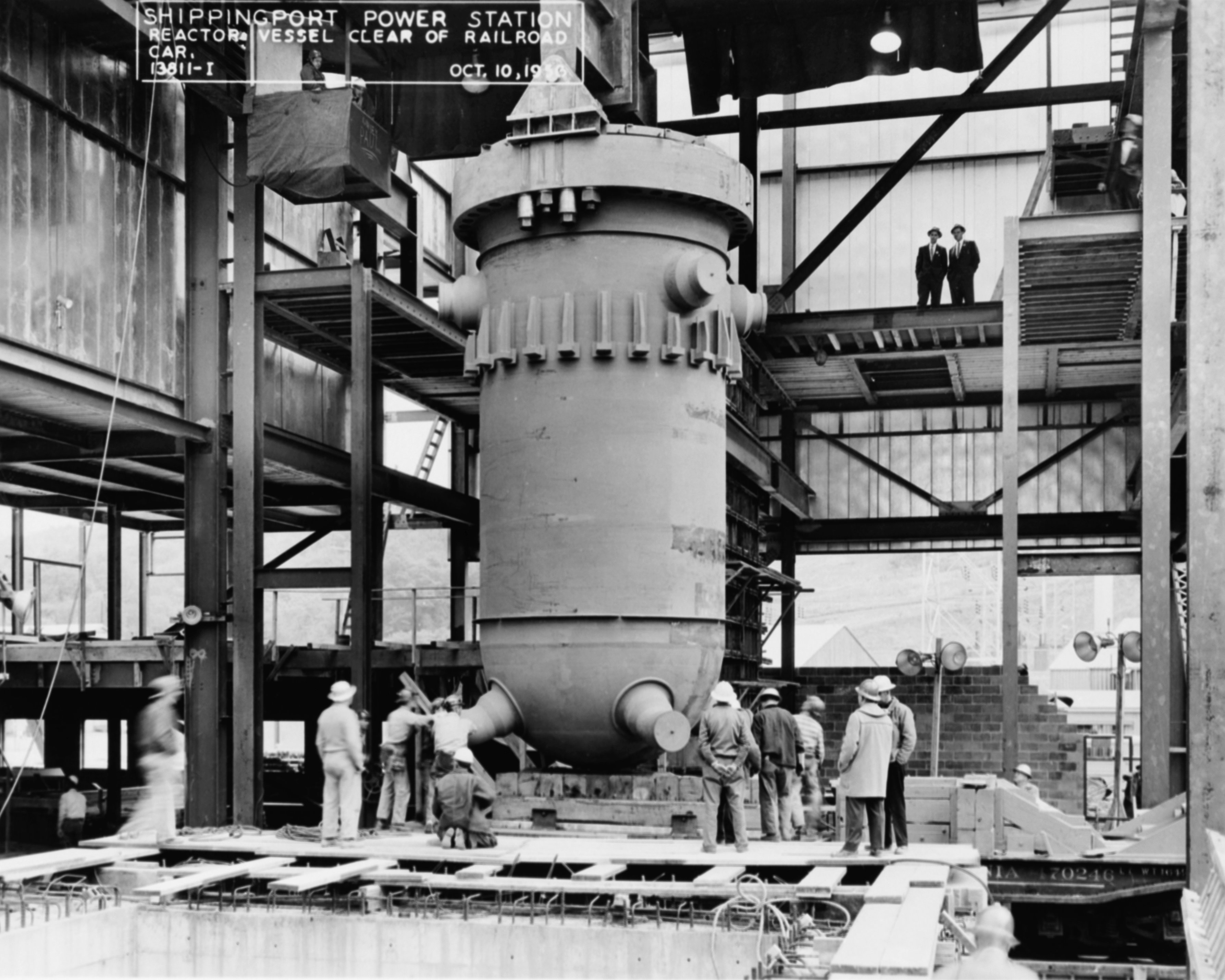
シッピングポート原子力発電所発電所1号機の炉殻。小型である事がわかる。

第1世代原子炉（だいいちせだいげんしろ、Generation I）は、本格的な商業利用以前の1950年代から60年代に作られた発電用の原子炉。アメリカ合衆国エネルギー省が次世代原子炉の概念を示すために定義した分類の一つ。創初期の実証炉や早期原型炉に近いものがこのように呼ばれる。日本では動力試験炉がこの世代に当たる。
1950年代半ばに提唱された平和のための原子力という考え方を基に発電用原子炉の開発が始まり、1950年から1960年にかけて軍事用炉の転用なども含め様々な種類の原子炉が開発された。しかしながら、多くの原子炉は発電用量が少なかった。
これらの原型的な原子炉は第2世代原子炉以降に続く原子炉のさきがけとなり、これらの技術や実績を利用して実際の商用発電のための原子炉の生産が始まった。
他の原子力発電所の第1世代原子炉が閉鎖されたのち、長きにわたって世界で唯一運用されてきたイギリスの北ウェールズのウィルファ原子力発電所のマグノックス炉が2015年に全て閉鎖
されたことにより、全世界の第1世代原子炉は稼働を終了した。

## 第一世代炉の例
| 発電所                       | 炉型                                                            |
| ---------------------------- | --------------------------------------------------------------- |
| シッピングポート原子力発電所 | 加圧水型原子炉                                                  |
| ドレスデン原子力発電所       | 沸騰水型原子炉                                                  |
| コールダーホール原子力発電所 | マグノックス炉(黒鉛減速炭酸ガス冷却型原子炉→黒鉛減速ガス冷却炉) |
| オブニンスク原子力発電所     | 黒鉛減速沸騰軽水圧力管型原子炉の原型                            |